# USS San Jacinto (CG-56)
USS San Jacinto é um cruzador de mísseis guiados da Classe Ticonderoga da Marinha dos Estados Unidos. Seu nome é originário da Batalha de San Jacinto, batalha decisiva da Revolução do Texas.
Foi construído em Pascagoula no Mississippi e comissionado em 23 de janeiro de 1988 pelo então vice-presidente George H. W. Bush em Houston no Texas. Após sua complementação e arranjos finais, foi entregue no Mar Mediterrâneo no final de Maio de 1989, retornando aos Estados Unidos em novembro. O San Jacinto é irmão do USS Leyte Gulf, o quais foram mandados para a costa da Viríinia realizar testes de performance para o CEC, isso na época da invasão do Kuwait pelo Iraque. No dia seguinte ao evento, o Leyte Gulf foi enviado para Mayport na Flórida, enquanto o San Jacinto retornou ao seu porto base em Norfolk para se preparar para o conflito no oriente médio.
O San Jacinto disparou os primeiros mísseis de cruzeiro BGM-109 Tomahawk na Guerra do Golfo, sendo 16 disparados no total de 43 dias de guerra. Também foi o primeiro navio de sua classe a ter a carga total de 122 mísseis. Enquanto estacionado em uma aérea de pesquisa na parte sul da Península do Sinai, foi utilizado para interceptar navios utilizados pelo Governo Iraquiano para fornecimento de armamentos.
O San Jacinto faz parte do Carrier Group Two.
Durante os anos de 2000 e 2001, o San Jacinto possuía um esquadrão de Helicópteros antissubmarinos, o Esquadrão Leve 42 (HSL-42), com dois SH-60B Seahawk.
Em 26 de maio de 2010, o time de VBSS do San Jacinto resgatou 5 reféns Iemenitas de 13 suspeitos de pirataria. Os suspeitos foram detidos sem conflito.
Em 13 de outubro de 2012 o San Jacinto se envolveu em uma colisão com o Submarino Nuclear USS Montpelier (SSN-765) na costa nordeste da Flórida. O crusador sofreu danos em seu sonar.